# 상쾌한 아침입니다
《상쾌한 아침입니다》는 대한민국의 KBS에 방송됐던 아침 교양 프로그램이다.

## 기획 의도
아침프로그램 재개 4개월만에 시작되는, 종합TV 매거진 형식의 구성된 프로그램을 엮는다.

## 방송 시간
| 방송 채널 | 방송 기간                          | 방송 시간                                | 방송길이   |
| --------- | ---------------------------------- | ---------------------------------------- | ---------- |
| KBS 2TV   | 1981년 9월 7일 ~ 1982년 1월 23일   | 월요일 ~ 토요일 아침 7시 30분 ~ 9시 30분 | 2시간      |
| KBS 2TV   | 1982년 1월 25일 ~ 1982년 9월 18일  | 월요일 ~ 토요일 아침 8시 ~ 9시 30분      | 1시간 30분 |
| KBS 2TV   | 1982년 9월 20일 ~ 1983년 3월 26일  | 월요일 ~ 토요일 아침 8시 ~ 9시 30분      | 1시간 30분 |
| KBS 2TV   | 1983년 3월 28일 ~ 1983년 10월 29일 | 월요일 ~ 토요일 아침 7시 50분 ~ 9시      | 1시간 10분 |
| KBS 2TV   | 1983년 10월 31일 ~ 1984년 3월 31일 | 월요일 ~ 토요일 아침 7시 20분 ~ 8시 20분 | 1시간      |

## 역대 진행자
- 황인용
- 서동숙
- 문지현

## 구성 코너
- 오늘의 손님
- 아침의 시
- 한마디 영어
- 새벽을 여는 사람들
- 사서함 200
- 뉴스
- 생활정보

## 같이 보기
- 출발, 기동취재반 (후속작)
- 아침 정보 프로그램